# Lombard Street (San Francisco)

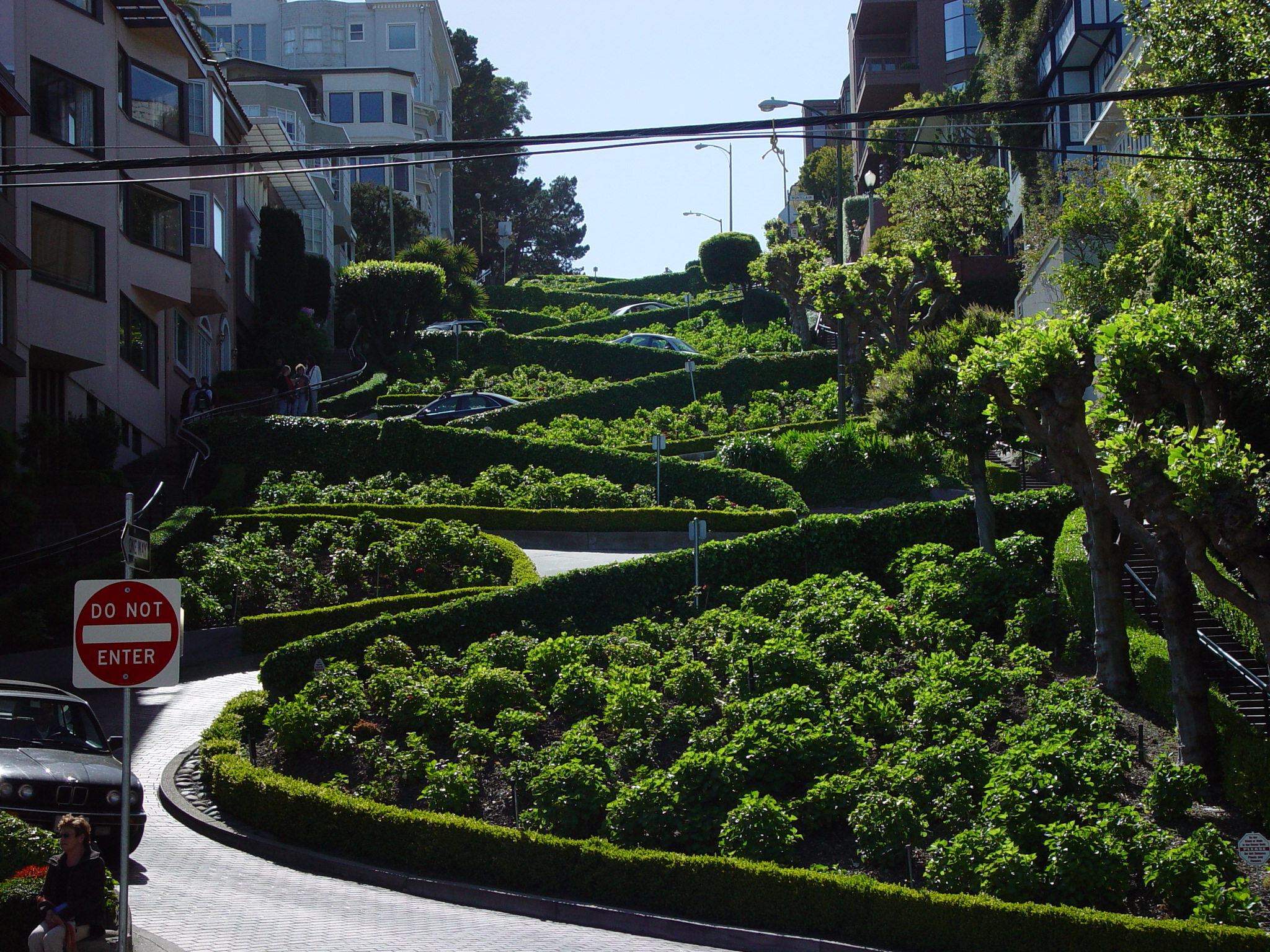
Lombard Street

Lombard Street je ulice, která spojuje ulice Hyde Street a Leavenworth Street v San Francisku a bývala považována za nejzakroucenější ulici světa, a tak se stala zároveň ve městě atrakcí. Ulice je tvořena osmi zákruty v kopci, který má 40stupňové stoupání. Její sinusoida (klikatost) je 1.2 (sinusoida se vypočítá dělením délky ulice délkou svahu nebo bodem začátku a konce přímo), kterou vypočítal Jayes Raminez, aby ji porovnal s dalšími silnicemi.[zdroj⁠?!] Je tedy středně zakroucená. Je zděné konstrukce.